# IC 13
IC 13 ist eine spiralförmige Radiogalaxie vom Hubble-Typ Sbc im Sternbild Fische auf der Ekliptik. Sie ist schätzungsweise 261 Millionen Lichtjahre von der Milchstraße entfernt und hat einen Durchmesser von etwa 95.000 Lichtjahren. Vom Sonnensystem aus entfernt sich die Galaxie mit einer errechneten Radialgeschwindigkeit von näherungsweise 5.700 Kilometern pro Sekunde.
Die Typ-II-Supernova SN 2006J wurde hier beobachtet.
Das Objekt wurde am 10. November 1892 vom französischen Astronomen Stéphane Javelle entdeckt.

## Galaktisches Umfeld
| Nr. | Galaxie          | Alternativname          | Rek           | Dek           | Distanz/asec |
| --- | ---------------- | ----------------------- | ------------- | ------------- | ------------ |
| →   | IC 13            | LEDA/PGC 1301           | 00h20m20.09s  | +07d42m01.8s  | 0            |
| 1   | LEDA/PGC 1329698 | 2MASX J00203399+0744362 | 00h20m34.00s  | +07d44m36.1s  | 257.35       |
| 2   | LEDA/PGC 1328809 | 2MASX J00205303+0742293 | 00h20m53.018s | +07d42m29.71s | 490.19       |
| 3   | LEDA/PGC 1346    | UGC 201                 | 00h20m59.96s  | +07d37m19.7s  | 656.15       |
| 4   | LEDA/PGC 1334785 | 2MASX J00203356+0756062 | 00h20m33.58s  | +07d56m06.5s  | 867.11       |
| 5   | LEDA/PGC 3091662 | 2MASX J00195326+0727566 | 00h19m53.300s | +07d27m56.62s | 934.89       |